# 穴水町
穴水町（あなみずまち）は、石川県の能登半島中央に位置する町で、鳳珠郡に属している。

## 概要
- 石川県の能登半島の中央に位置する。（能登半島先端部及び基部からそれぞれ約50km）　金沢市から約90km。
- 平安時代の歴史書「日本後紀」によると、808年には、穴水の地名が存在したことが確認される。飛鳥時代に創建された白雉山明泉寺、平安時代に創建された勅定山来迎寺など、古代より繁栄していたものと思われる。鎌倉時代〜戦国時代は、能登國地頭長谷部（長）氏の領地として能登國有数の要所であった。明治以降、町村合併により、昭和30年現在の穴水町の姿となった。
- 商店街は約1kmにおよび、能登では有数の商業地である。又、飲食店が多いことも特徴である。
- 交通の要所であるため、営業所、支店、ショッピングセンターが周辺市町と比較し多いという特徴がある。
- 星空の町108市町村の一つとして選ばれ、1992年環境庁（当時）などが主催する第4回「星空の町・あおぞらの街」全国大会が開催された。

## 地理
町の北部、西部は丘陵地で南部は七尾北湾、東部は富山湾に面する。
気候は1月、2月には降雪はあるが、丘陵が風をさえぎるため冬でも比較的穏やかといえる。

### 隣接する自治体
- 石川県
  - 七尾市
  - 輪島市
  - 羽咋郡志賀町
  - 鳳珠郡能登町

## 歴史・年譜
- 鎌倉時代　長谷部信連によって穴水城築城
- 畠山氏の重臣、長一族の拠点
- 1583年に穴水城廃城。

- 1889年（明治22年）4月1日：町村制の施行により、鳳至郡川島村、大町村、七海村、北七海村、内浦村、平野村、此木村、天神谷村及び麦ヶ浦村を廃し、その区域をもって鳳至郡穴水村を設置する。
- 1903年（明治36年）8月10日：鳳至郡穴水村を廃し、その区域をもって鳳至郡穴水町を設置する。
- 1908年（明治41年）4月1日：鳳至郡穴水町、島崎村及び東保村を廃し、その区域をもって鳳至郡穴水町を設置する。
- 1944年（昭和19年）：学童の集団疎開として、大阪市の東都島国民学校の児童を受け入れる。
- 1945年（昭和20年）：学童の集団疎開として、大阪市の中泉尾国民学校の児童を受け入れる。また、中根香葉子が縁故疎開してくる[2]。
- 1954年（昭和29年）3月31日：鳳至郡穴水町、兜村及び住吉村を廃し、その区域をもって鳳至郡穴水町を設置する。
- 1955年（昭和30年）3月10日：鳳至郡諸橋村を廃し、その区域を鳳至郡穴水町に編入する。
- 1959年（昭和34年）8月25日：能登半島一帯で集中豪雨。輪島市、穴水町、門前町及び能都町等で土砂災害により死者・行方不明者37人[3]。
- 2005年（平成17年）3月1日：鳳至郡及び珠洲郡を廃し、門前町、穴水町及び能登町の区域をもってあらたに鳳珠郡の区域を画す。
- 2007年（平成19年）3月25日：平成19年能登半島地震が発生。町内ではこの地震の最大震度である6強（計測震度6.33）[4]を記録し、穴水駅前地区、商店街、市街地住宅街に被害が多数出た。
- 2024年（令和6年）1月1日：令和6年能登半島地震が発生し、震度6強を観測[5]。土砂崩れや、多数の住宅の倒壊、道路の陥没といった被害のほか、津波被害も発生[6][7][8]。

## 人口
| |                                        |  |
| 穴水町と全国の年齢別人口分布（2005年） | 穴水町の年齢・男女別人口分布（2005年） |  |
| ■紫色 ― 穴水町 ■緑色 ― 日本全国 | ■青色 ― 男性 ■赤色 ― 女性              |  |
| 穴水町（に相当する地域）の人口の推移 \| 1970年（昭和45年） \| 15,488人 \| \| \| 1975年（昭和50年） \| 14,664人 \| \| \| 1980年（昭和55年） \| 14,044人 \| \| \| 1985年（昭和60年） \| 13,565人 \| \| \| 1990年（平成2年） \| 12,831人 \| \| \| 1995年（平成7年） \| 12,053人 \| \| \| 2000年（平成12年） \| 11,267人 \| \| \| 2005年（平成17年） \| 10,549人 \| \| \| 2010年（平成22年） \| 9,735人 \| \| \| 2015年（平成27年） \| 8,786人 \| \| \| 2020年（令和2年） \| 7,890人 \| \| |                                        |  |
| 総務省統計局 国勢調査より |                                        |  |
| 1970年（昭和45年） | 15,488人                               |  |
| 1975年（昭和50年） | 14,664人                               |  |
| 1980年（昭和55年） | 14,044人                               |  |
| 1985年（昭和60年） | 13,565人                               |  |
| 1990年（平成2年） | 12,831人                               |  |
| 1995年（平成7年） | 12,053人                               |  |
| 2000年（平成12年） | 11,267人                               |  |
| 2005年（平成17年） | 10,549人                               |  |
| 2010年（平成22年） | 9,735人                                |  |
| 2015年（平成27年） | 8,786人                                |  |
| 2020年（令和2年） | 7,890人                                |  |

## 行政

### 町長
| 代 | 人 | 氏名       | 就任                     | 退任                      | 備考  |
| -- | -- | ---------- | ------------------------ | ------------------------- | ----- |
| 1  | 1  | 樋爪啓太郎 | 1908年（明治41年）7月3日 | 1912年（明治45年）7月2日  |       |
| 2  | 1  | 樋爪啓太郎 | 1912年（明治45年）7月3日 | 1916年（大正5年）7月1日   |       |
| 3  | 2  | 佐藤実     | 1916年（大正5年）7月13日 | 1918年（大正7年）3月2日   |       |
| 4  | 3  | 清水省三   | 1918年（大正7年）5月18日 | 以降不明                  |       |
| ?  | ?  | 日吉宗能   | 1947年（昭和22年）4月5日 | 1950年（昭和25年）1月15日 | [ 9 ] |

| 代 | 人 | 氏名     | 就任                      | 退任                      | 備考   |
| -- | -- | -------- | ------------------------- | ------------------------- | ------ |
|    |    | 黒川理輔 | 1954年（昭和29年）3月31日 | 1954年（昭和29年）4月23日 | [ 10 ] |
| 1  | 1  | 布施丑雄 | 1954年（昭和29年）4月24日 | 1958年（昭和33年）4月23日 |        |
| 2  | 1  | 布施丑雄 | 1958年（昭和33年）4月24日 | 1962年（昭和37年）4月23日 |        |
| 3  | 1  | 布施丑雄 | 1962年（昭和37年）4月24日 | 1966年（昭和41年）4月23日 |        |
| 4  | 2  | 瀬那重雄 | 1966年（昭和41年）4月24日 | 1970年（昭和45年）4月23日 |        |
| 5  | 2  | 瀬那重雄 | 1970年（昭和45年）4月24日 | 1974年（昭和49年）4月23日 |        |
| 6  | 2  | 瀬那重雄 | 1974年（昭和49年）4月24日 | 1978年（昭和53年）4月23日 |        |
| 7  | 2  | 瀬那重雄 | 1978年（昭和53年）4月24日 | 1982年（昭和57年）4月23日 |        |
| 8  | 2  | 瀬那重雄 | 1982年（昭和57年）4月24日 | 1984年（昭和59年）6月6日  | [ 11 ] |
| 9  | 3  | 小泉進一 | 1984年（昭和59年）7月8日  | 1986年（昭和61年）1月3日  | [ 12 ] |
| 10 | 4  | 坂本明   | 1986年（昭和61年）2月2日  | 1990年（平成2年）2月1日   |        |
| 11 | 4  | 坂本明   | 1990年（平成2年）2月2日   | 1994年（平成6年）2月1日   |        |
| 12 | 4  | 坂本明   | 1994年（平成6年）2月2日   | 1998年（平成10年）2月1日  |        |
| 13 | 4  | 坂本明   | 1998年（平成10年）2月2日  | 2002年（平成14年）2月1日  |        |
| 14 | 4  | 坂本明   | 2002年（平成14年）2月2日  | 2006年（平成18年）2月1日  |        |
| 15 | 5  | 石川宣雄 | 2006年（平成18年）2月2日  | 2010年（平成22年）2月1日  |        |
| 16 | 5  | 石川宣雄 | 2010年（平成22年）2月2日  | 2014年（平成26年）2月1日  |        |
| 17 | 5  | 石川宣雄 | 2014年（平成26年）2月2日  | 2018年（平成30年）2月1日  |        |
| 18 | 5  | 石川宣雄 | 2018年（平成30年）2月2日  | 2022年（令和4年）2月1日   |        |
| 19 | 6  | 吉村光輝 | 2022年（令和4年）2月2日   | 現職                      |        |

## 議会

### 町議会
- 定数：10人[13]
- 任期：2023年4月28日 - 2027年4月27日

### 石川県議会
2023年石川県議会議員選挙
- 選挙区：珠洲市鳳珠郡選挙区（珠洲市、穴水町、能登町）
- 定数：2人
- 任期：2023年4月30日 - 2027年4月29日
- 当日有権者数：32,192人
- 投票率：68.81％

| 候補者名 | 当落 | 年齢 | 党派名     | 新旧別 | 得票数  |
| -------- | ---- | ---- | ---------- | ------ | ------- |
| 堂前利昭 | 当   | 53   | 自由民主党 | 新     | 7,854票 |
| 平蔵豊志 | 当   | 46   | 自由民主党 | 現     | 7,700票 |
| 酒元美江 | 落   | 46   | 無所属     | 新     | 6,309票 |

### 衆議院
- 選挙区：石川3区 （七尾市、輪島市、珠洲市、羽咋市、かほく市、津幡町、内灘町、志賀町、宝達志水町、中能登町、穴水町、能登町）
- 任期：2024年10月27日 - 2028年10月26日
- 投票日：2024年10月27日
- 当日有権者数：230,800人
- 投票率：62.50％

| 当落 | 候補者名 | 年齢 | 所属党派   | 新旧別 | 得票数   | 重複 |
| ---- | -------- | ---- | ---------- | ------ | -------- | ---- |
| 当   | 近藤和也 | 50   | 立憲民主党 | 前     | 77,247票 | ○    |
| 比当 | 西田昭二 | 55   | 自由民主党 | 前     | 61,308票 | ○    |
|      | 南章治   | 69   | 日本共産党 | 新     | 3,438票  |      |

## 経済

### 産業
- 主な産業

農林水産業が主な産業で、農産物ではスイカ、栗、水産物では牡蛎貝、ナマコ、メバル、クロダイなどが特産品である。
- 産業人口（2010年国勢調査）[14]
  - 第1次産業 519人
  - 第2次産業 1,915人
  - 第3次産業 2,754人

### 商業地区
- 穴水商店街

穴水駅と穴水町役場に挟まれる地域に商店や飲食店が多く集まる地区があり、特に輪島警察署穴水庁舎から穴水小学校の間には穴水の商店通りが展開している。しかし道が狭く大きな駐車場もないので近所の人以外はやや利用しにくい状況になっている。
- 此木（くのぎ）地区（穴水ショッピングセンターパルス）

のと里山海道の終点にもなっている穴水IC（以前は此木ICといった）のある交差点は、能登有料道路の先が珠洲道路になり、それに交差して石川県道1号七尾輪島線が通っていて、能登中部の重要な交通の要所になっている。ここに多数のお店が並んでおり、郵便局のATMおよび無料の大駐車場も完備して、穴水のみならず、奥能登全体から人が集まる拠点として近年注目されている。

### 町の活性化
- 合宿誘致

穴水町では、合宿等誘致事業費補助金交付制度を整えており、町外の人と町民との交流人口の拡大を図り、成果を挙げている。
- 「落語のまち」づくり

落語家・初代林家三平の妻海老名香葉子が終戦前後に穴水に疎開したことなど林家一門とつながりがあることから、「落語のまち」づくりに生かし、笑いを町の活性化につなげようという町の施策。講師として林家一門を招き、落語会や「三平堂塾」などを開催している。

## 姉妹都市・提携都市

### 国内
- 南アルプス市（山梨県）旧八田村

## 地域

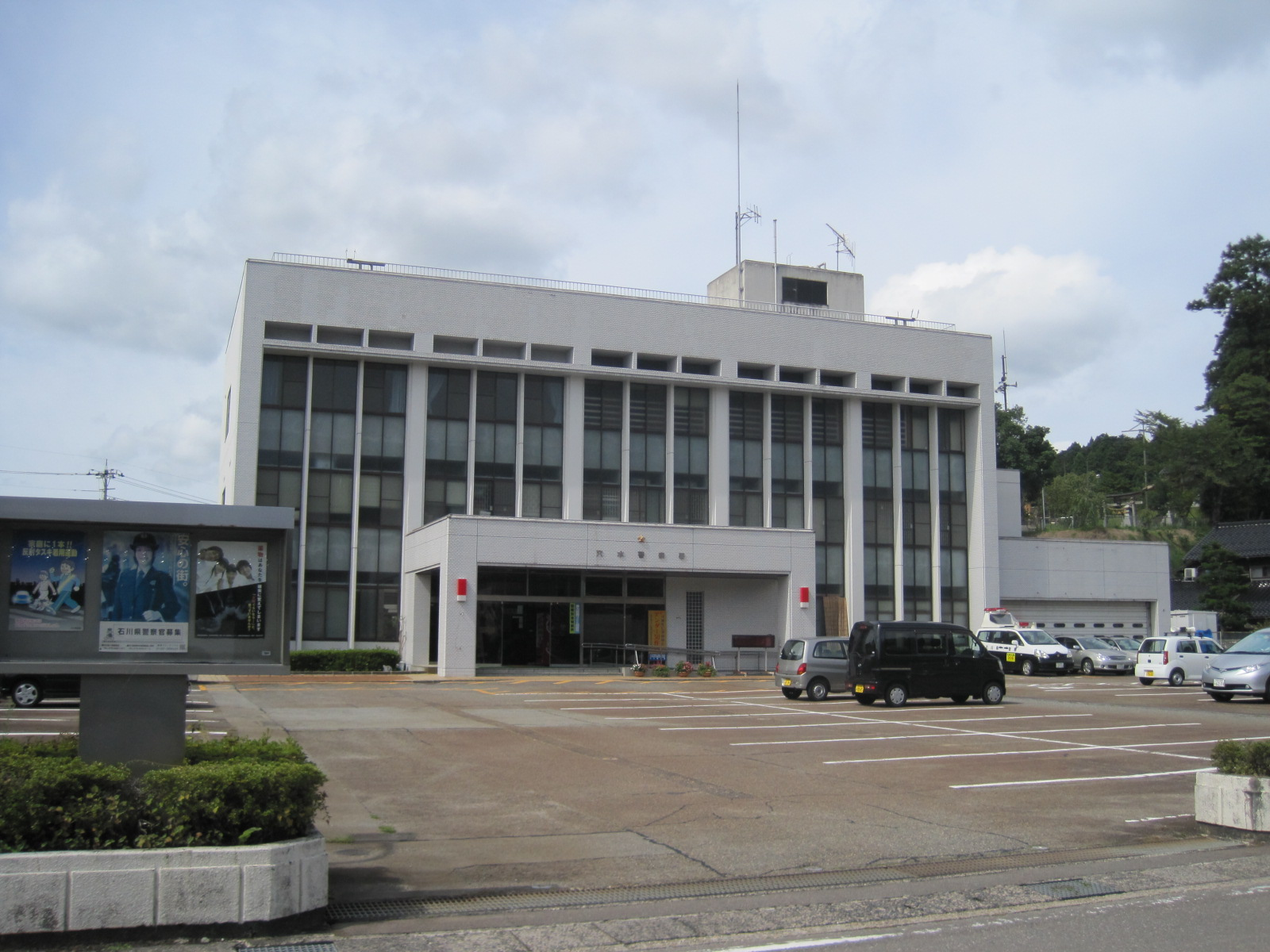
輪島警察署穴水庁舎

### 公共機関

#### 警察
- 輪島警察署穴水庁舎（石川県警察）
  - 比良駐在所
  - 甲駐在所
  - 諸橋駐在所

#### 消防
- 奥能登広域圏事務組合消防本部
  - 穴水消防署

#### 国の行政機関
- 厚生労働省
  - 石川労働局
    - 穴水労働基準監督署（川島）
    - 輪島公共職業安定所
      - 穴水町地域職業相談室（川島）
- 防衛省
  - 自衛隊石川地方協力本部
    - 能登地域事務所（川島）

### 学校教育

#### 高等学校
- 石川県立（1校）
  - 穴水高等学校

#### 中学校
- 穴水町立（1校）
  - 穴水中学校

#### 小学校
- 穴水町立（2校）
  - 穴水小学校
  - 向洋小学校

### 社会教育

#### 図書館
- 穴水町立図書館（穴水町さわやか交流館プルート内）

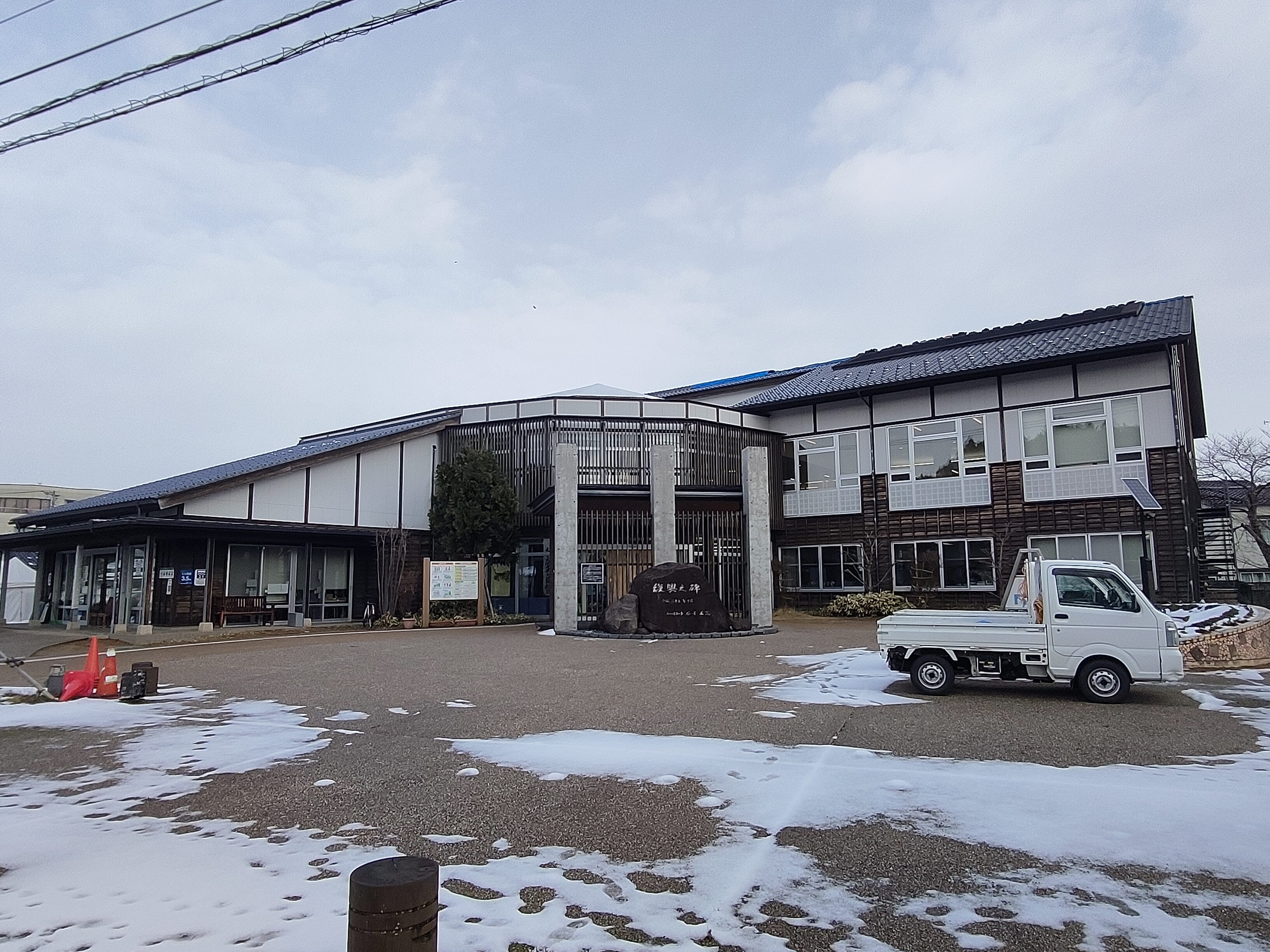
穴水町さわやか交流館プルート

#### 博物館・美術館等
- 能登中居鋳物館
- 穴水町歴史民俗資料館

## 交通

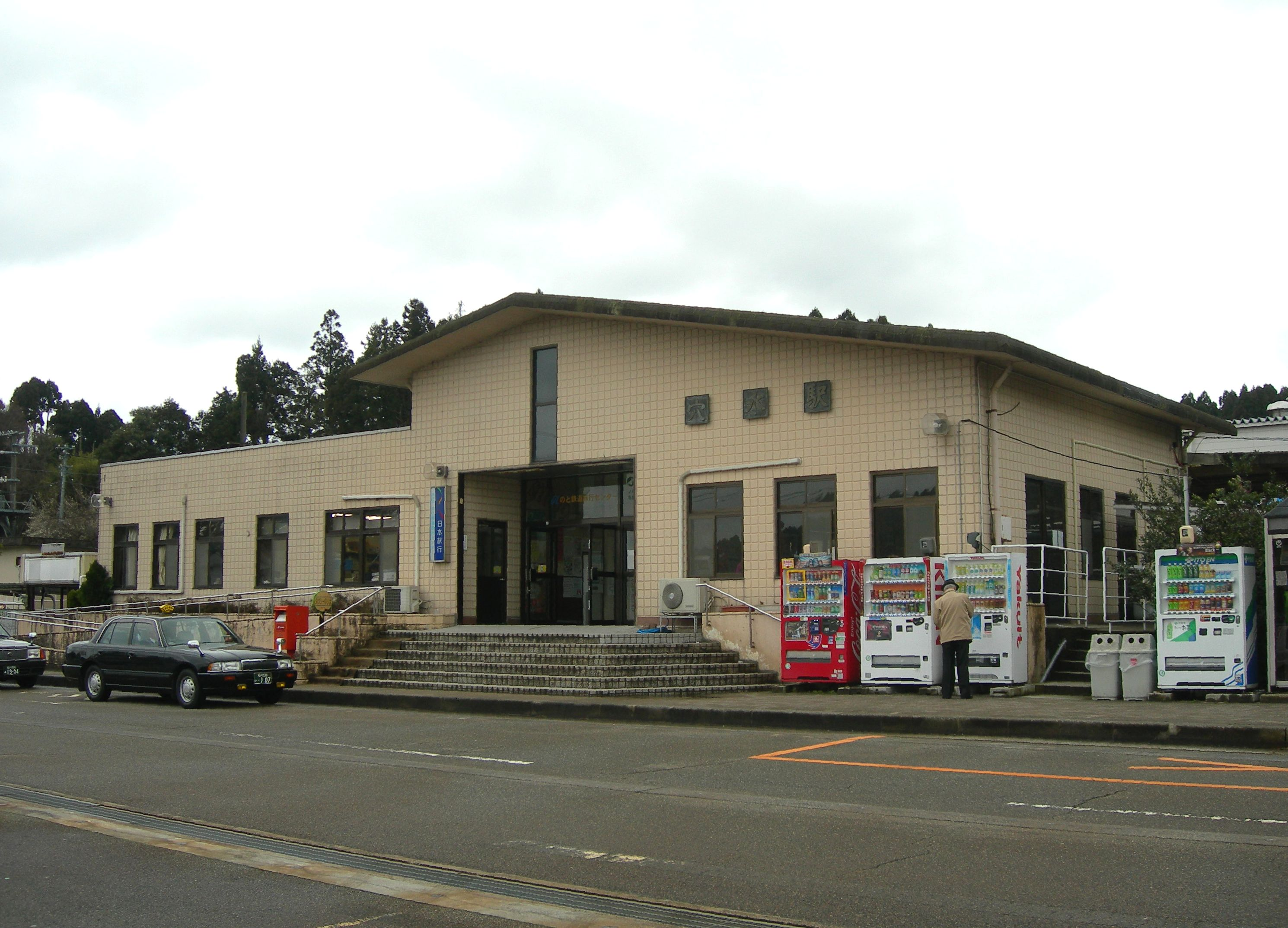
穴水駅

### 空港
- 能登空港
空港所在地は輪島市であるが、滑走路の大半が穴水町にある。
羽田空港から全日空便が1日2便あり、約70分で結んでいる。

### 鉄道
- のと鉄道七尾線
能登鹿島駅 - 穴水駅

#### 過去の鉄道路線
- のと鉄道能登線（2005年3月31日を以て営業終了、4月1日廃止）
穴水駅 - 中居駅 - 比良駅 - 鹿波駅 - 甲駅 - 沖波駅 - 前波駅 - 古君駅

### 道路
- 高速道路
  - 一般国道自動車専用道路
    - 能越自動車道（国道470号穴水道路）
- 一般国道
  - 国道249号
- 県道
  - 主要地方道
    - 石川県道1号七尾輪島線 越の原IC - 穴水IC (のと里山海道の一部)
    - 石川県道7号穴水門前線
    - 石川県道26号珠洲穴水線
    - 石川県道34号能都穴水線
    - 石川県道50号穴水剱地線
    - 石川県道51号輪島富来線

  - 一般県道
    - 石川県道
    - 石川県道113号穴水港穴水停車場線
    - 石川県道192号河内藤瀬線
    - 石川県道262号大町穴水停車場線
    - 石川県道263号桂谷川島線
    - 石川県道271号漆原下出線
    - 石川県道273号鮭尾比良線
    - 石川県道303号柏木穴水線（珠洲道路の一部）

### バス
- 北鉄奥能登バス

### 港湾

#### 地方港湾
- 穴水港

#### 漁港
- 第1種
  - 古君漁港
  - 宇加川漁港
  - 前波漁港
  - 沖波漁港
  - 甲漁港
  - 曽良漁港
  - 鹿波漁港
  - 岩車漁港
  - 新崎漁港

## 観光

### 祭り・イベント
- 奥能登のあえのこと （ユネスコ無形文化遺産、重要無形民俗文化財）
- まいもんまつり （春・夏・秋・冬）
- 長谷部まつり
- ローエル祭
- キリコ祭り

### 名所・旧跡
- 穴水大宮
- 来迎寺
- 明泉寺 （石造五重塔は国の重要文化財）
- 長谷部神社
- 美麻奈比古神社
- 穴水城跡 （町指定史跡）
- ボラ待ちやぐら （古代からの漁法）

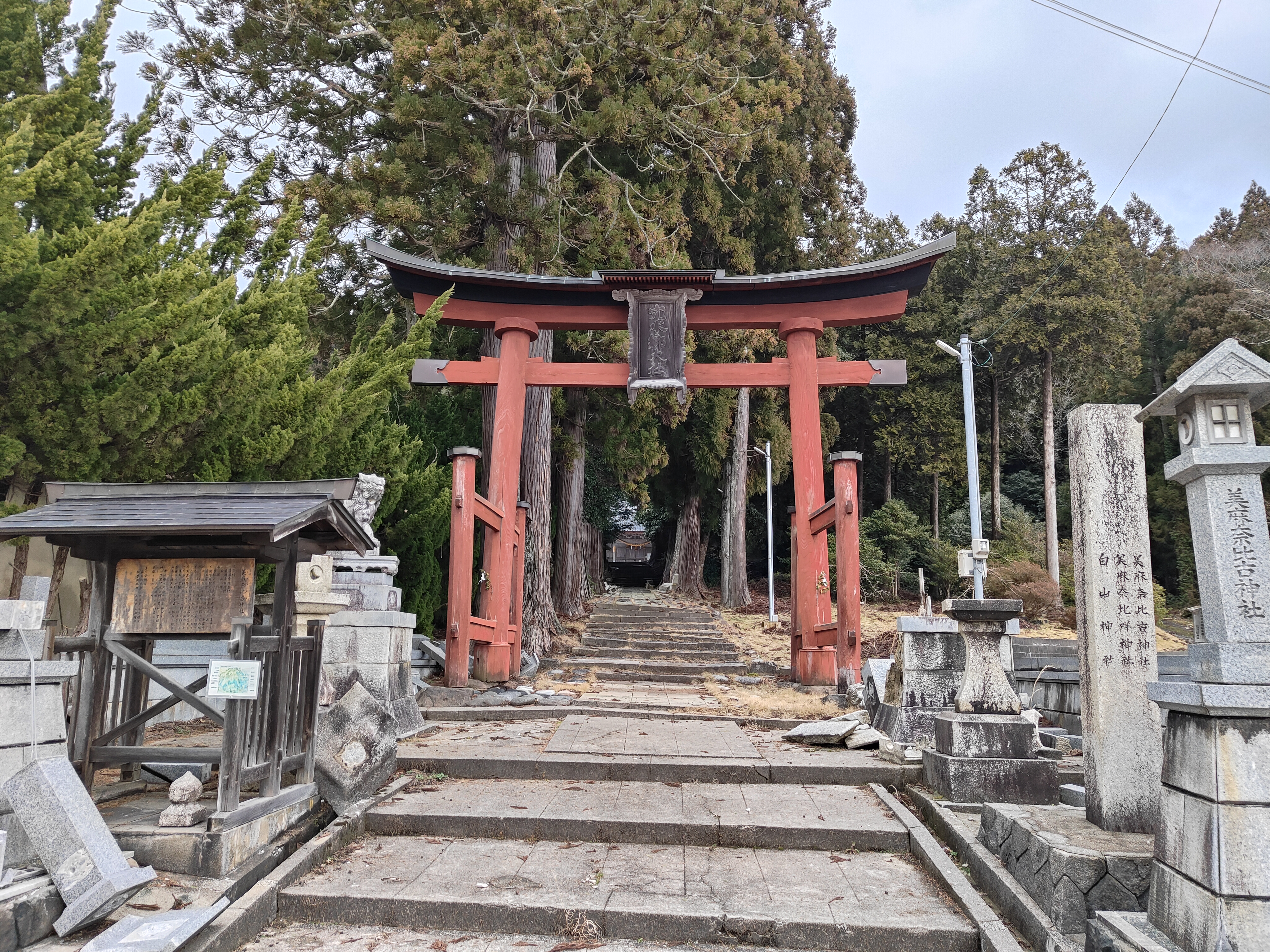
美麻奈比古・白山神社。鳥居の額は「穴 水郷大社」

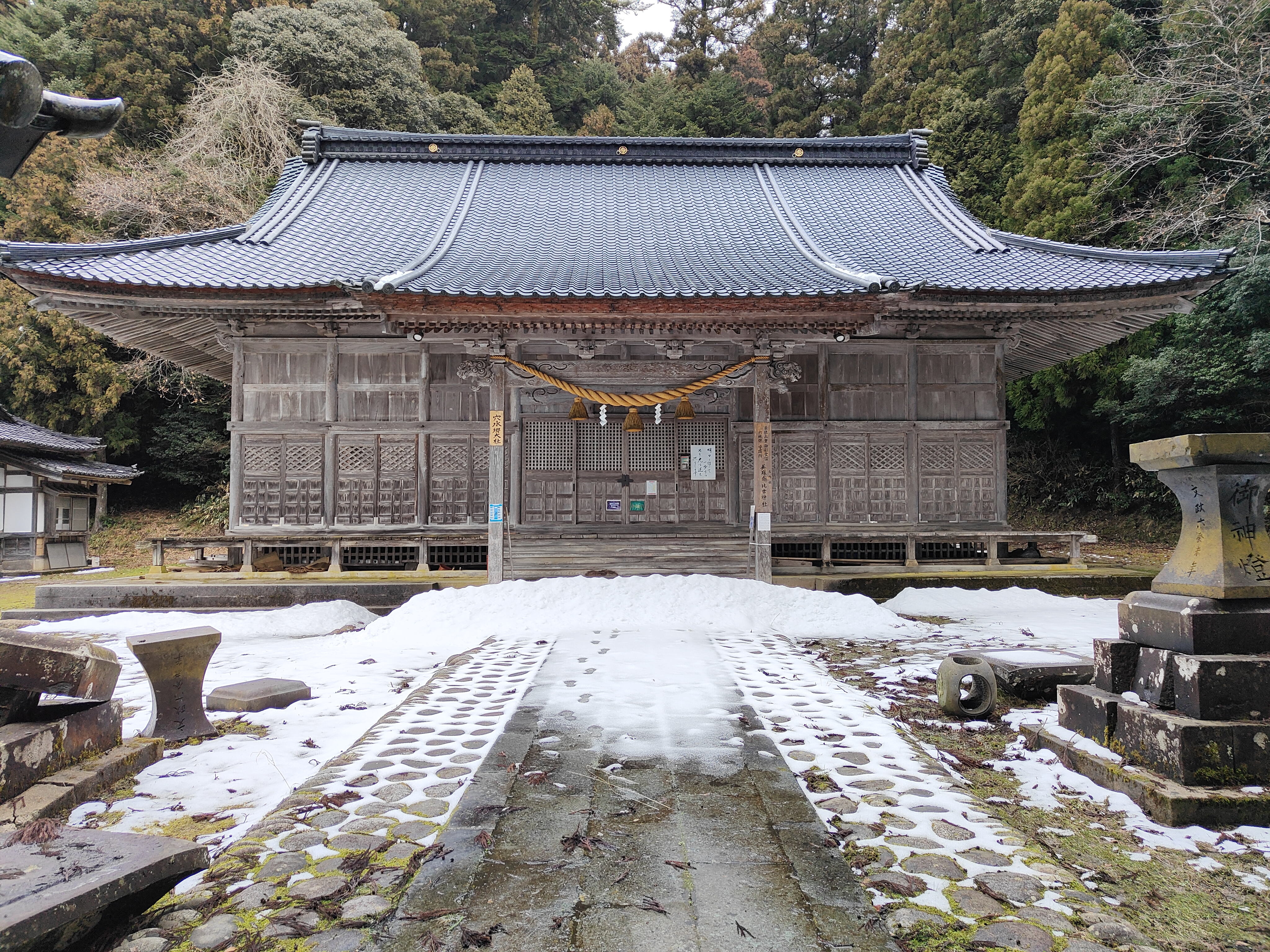
美麻奈比古・白山神社の拝殿

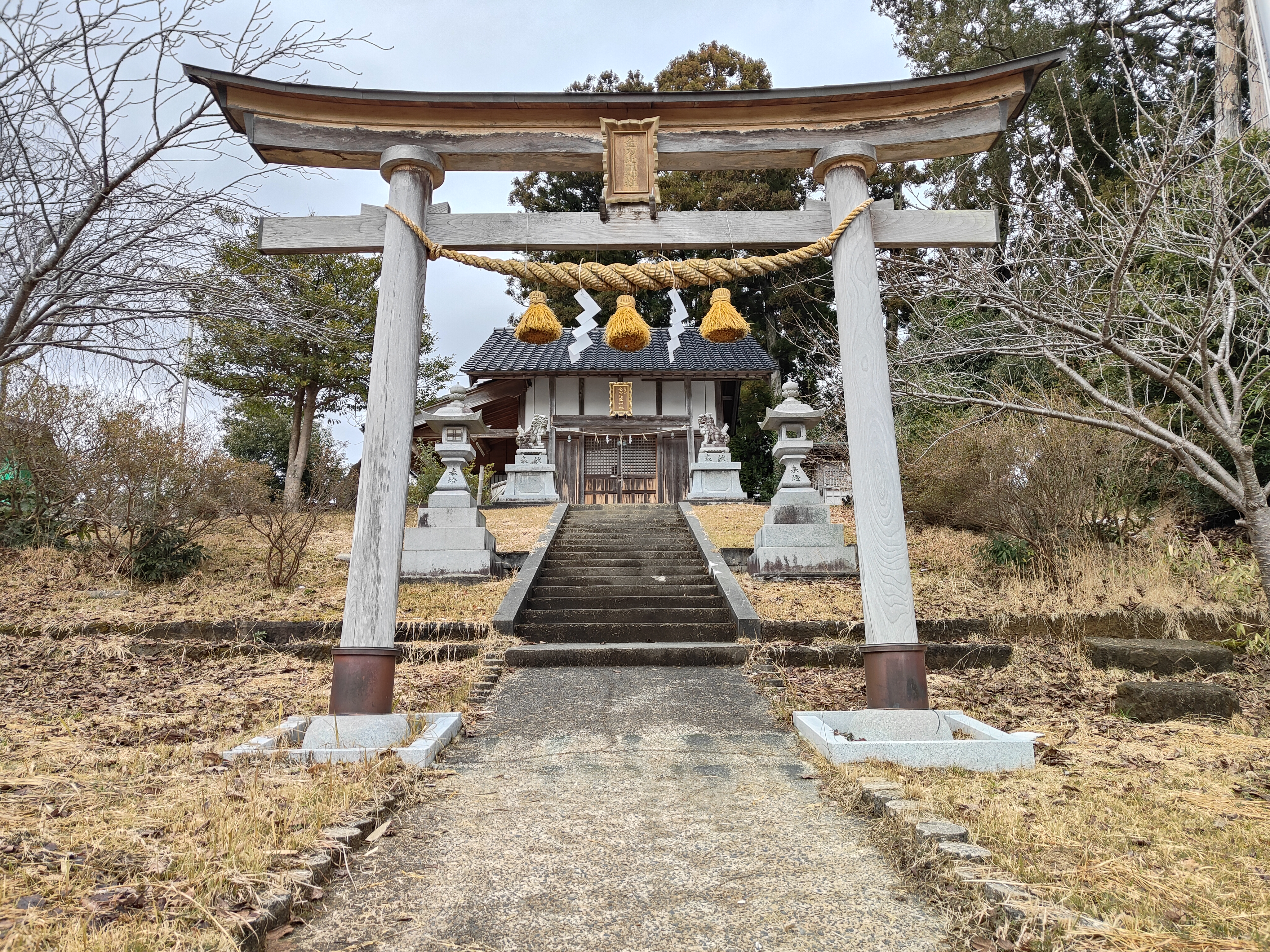
金毘羅神社

- キャッスル真名井 （パーシヴァル・ローウェルゆかりの品展示など）
- さとりの道
- 立戸ヶ浜海水浴場
- 潮騒の道
- 道の駅あなみず

### 特産品
- 岩海苔
- カキ　養殖の産地
- ナマコ 及びナマコ加工品　珍味（くちこ、このわた等）
- 能登ワイン
- 能登牛

## 著名な出身者・ゆかりの人物

### 政治・経済
- 石川宣雄（穴水町長）
- 坂本三十次（衆議院議員）
- 布施丑造（元穴水町長、石川県多額納税者、農業、林業、鳳至銀行頭取）
- 宮下泰明（実業家）
- 村井智建（実業家、YouTuber）

### 芸能
- 北脇貴士（シンガーソングライター、パーソナリティ）
- 三枝こころ（ファッションモデル）
- 三輪一雄（歌手）

### スポーツ
- 遠藤聖大（大相撲力士）
- 大翔山直樹（元大相撲力士）
- 濵高康明（プロバスケットボール選手）
- 牧野翔矢（プロ野球選手）
- 松井友飛（プロ野球選手）

### ゆかりの人物
- 海老名香葉子（名誉町民[19]） - エッセイストで、初代林家三平の妻。上記の通り、1945年（昭和20年）の終戦前後、穴水に疎開。また、初代林家三平も陸軍歩兵時代から「班長殿」と仰いだ人が穴水出身であった[2]。穴水総合病院に「海老名文庫」を創設するなど現在も交流を続けている[20]。
- 長昭連（名誉町民[19]）― 長家第34代当主。
- 2代目林家三平 -　落語家で、海老名香葉子の次男。2009年（平成21年）に林家三平襲名披露公演が行われた[21]。平成24年（2012年）の第50回記念の長谷部まつりの武者行列では、主役の長谷部信連役を務めた[22]。